# Юлій Ванаг

Ю́лій Вана́ґс (латис. Jūlijs Vanags; *8 липня 1903 — †12 жовтня 1986) — латвійський письменник, драматург, кіносценарист і перекладач.

## Творчість
Літературну діяльність почав 1927 у незалежній Латвії.
Після окупації, на замовлення Москви, перекладав поезії Тараса Шевченка латвійською мовою. У журналі «Karogs» («Прапор», 1946, № 3) вміщено його переклади віршів «Садок вишневий коло хати» і «Мені однаково, чи буду». Йому належить присвячена Шевченкові стаття «Два ювілеї» (1946).
Твори Ванагса перекладав українською мовою Дмитро Чередниченко.

## Основні твори

### Збірки поезій
- «Глибока оранка» (1950)
- «Гіркі квіти» (1960)
- «Поезія» (1973)
- «Згадай, молодісте моя» (1976)

### П'єси
- «Вони проклали шлях» (1941)
- «Зустріч на березі» (1948)

### Сценарії до кінофільмів
- «Весняні заморозки»
- «За лебединою зграєю хмар»

## Українські переклади
- «Великі справи малого Мікіня». — К.:, 1957
- «Кульгавий вовк». — К.:, 1965
- «Каховка» (поема). — К.: «Вітчизна», 1974, № 2